# Flygolyckan i Jaroslavl 2011
Flygolyckan i Jaroslavl ägde rum den 7 september 2011, då ett passagerarplan av typen Jakovlev Jak-42, med hela ishockeylaget från Lokomotiv Jaroslavl från Kontinental Hockey League (KHL) ombord, störtade nära Jaroslavl i västra Ryssland. Planet var på väg till Minsk i Vitryssland, där laget skulle inleda KHL-säsongen 2011-12 mot Dinamo Minsk.
Flygplanet fattade eld och störtade strax efter avgång, drygt fyra kilometer från Tunosjna-flygplatsen. Samtliga 37 passagerare (alla från Lokomotiv Jaroslavl) och 7 av 8 i besättningen dog. Den rättsmedicinska undersökningen visade att de flesta dog av explosion eller brand. Två spelare överlevde själva olyckan, men hamnade med allvarliga skador i floden där de drunknade. En tredje spelare dog några dagar senare av sina skador. Spelarna och ledarna ombord på planet var från Ryssland, Vitryssland, Lettland, Ukraina, Tyskland, Tjeckien, Slovakien, Sverige och Kanada. Flygolyckans enda överlevande, flygteknikern Aleksandr Sizov, kunde efter några dagar lämna intensiven på Sklifosovskij-sjukhuset i Moskva, men fick senare genomgå plastikkirurgi.
Utredningen fann att olyckan orsakades av den felaktiga beräkningen av avgångshastigheten av besättningen och att andrepiloten hade glömt att släppa på luftbromsen vid avgång. Reglerna tillät dessutom inte att genomföra flygningen då förstepiloten var sjuk. Det visade sig senare att piloterna hade använt förfalskade dokument för att få tillstånd att flyga planet, och att båda piloterna saknade den nödvändiga träningen för att flyga planet.

## Orsaken till olyckan
Planet av typen Jak-42 var på väg upp från flygplatsen i Jaroslavl 240 km nordost om Moskva då olyckan inträffade. Planet ska ha lyft 7,5 meter innan det slog i en trafikfyr och började brinna. Planet bröts sönder i flera delar och störtade i floden Volga. Enligt källor till ryska tidningen Moskovskij Komsomolets hade piloterna glömt att koppla ur luftbromsen. Haverikommissionen fastslog att starten genomfördes med luftbromsen aktiverad. Före starten kände piloten Andrej Solomentsev sig sjuk och gav därför ansvaret till andrepiloten Igor Sjevilov, som då glömde att koppla ur luftbromsen. Konsekvensen blev att planet fick otillräcklig fart och nätt och jämnt lyfte, vilket gjorde att planet flög rakt in i en trafikfyr. Uppgifterna om i att parkerings- eller luftbromsen hade varit orsaken till olyckan dementerades sedan felaktigt av chefen för ryska luftfartsstyrelsen. Eftersom piloten Andrej Solomentsev blivit sjuk innan planet hade kommit upp i luften skulle flygningen enligt reglerna direkt ha avbrutits. Haverikommissionen vill dock "av etiska skäl" inte skylla tragedin på besättningen eftersom de också föll offer i olyckan.

## Minnesceremonier
Den 8 september hölls en minnesceremoni i Dinamo Minsks hemmaarena Minsk-Arena där bland annat både Dinamo Minsk och det vitryska ishockeylandslaget deltog. Tre av de omkomna var vitryssar: landslagsspelarna Siarhej Astaptjuk och Ruslan Salej samt Lokomotivs fystränare Nikolai Krivonosov.
På kvällen efter olyckan samlades HV71-fansen vid Kinnarps Arena i Jönköping till minne av omkomne svenske målvakten Stefan Liv, som tidigare spelade i HV 71. Efter Livs bortgång lät HV71 hissa upp hans tröja med nummer 1 i taket på Kinnarps Arena den 10 januari 2012. Den 2 augusti 2013 fick Liv en gata i Jönköping, "Stefan Livs gata", döpt efter honom till hans minne. Gatan leder till Husqvarna Garden.
När Ryssland dagen efter olyckan besegrade Finland med 79-60 under Europamästerskapet i basket för herrar i Litauen tillägnades segern offren i olyckan.
Den 10 september hölls en gudstjänst i stadens ortodoxa katedral. Därefter flyttades 25 svarta kistor till Lokomotivs hemmaarena Lokomotiv Arena 2000 i Jaroslavl. Här hölls en minneshögtid för de förolyckade Lokomotiv Jaroslavl-spelarna och ledarna där cirka 100 000 deltog i hyllningarna som pågick i över sex timmar. Vid ceremonin deltog Rysslands premiärminister Vladimir Putin, som under tystnad sakta gick fram genom arenan. För varje spelare och ledare hade han med sig fyra röda nejlikor. 
Lokomotivs ordförande Jurij Jakovlev meddelade i samband med ceremonin att klubben inte kommer att delta under säsongen på grund av flygolyckan, men att man planerar att vara tillbaka redan till säsongen 2012/2013.
Efter ceremonin begravdes de 14 ishockeyspelare som kom från Jaroslavl på kyrkogården Leonteva. 
Myndigheterna i regionen utlöste en sorgeperiod på tre dagar för att hedra de döda.
I Lokomotiv Jaroslavl spelade tre tjeckiska spelare. Dessa var lagkaptenen Karel Rachůnek samt Jan Marek och Josef Vašíček, som alla har vunnit VM-guld. Efter Ryssland (18) var Tjeckien det land som hade flest spelare i truppen. Den 11 september  hedrades de i Prag av tusentals människor. Det tjeckiska ishockeyförbundet pensionerade spelarnas tröjnummer, numren 4 (Rachůnek), 15 (Marek) och 63 (Vašíček). Dessa nummer kommer aldrig mer att användas i det tjeckiska landslaget.
I Riga Arena hölls 16 september en minnesceremoni, direktsänd i lettisk tv, för Kārlis Skrastiņš, som var en av Lettlands främsta ishockeyspelare sedan frigörelsen från Sovjetunionen 1991. Innan insläppet öppnade hade hundratals samlats utanför arenan och köade i regnet. På plats fanns bland andra presidenten Andris Bērziņš , ex-presidenten Valdis Zatlers och hela Dinamo Riga. Ett förslag har kommit in om att döpa en av gatorna utanför Riga Arena efter Skrastiņš.

## Avlidna

### Ledare
| Ledare               | Ålder | Land     | Titel                | Överlevde |
| -------------------- | ----- | -------- | -------------------- | --------- |
| Brad McCrimmon       | 52    | Kanada   | Tränare              | -         |
| Aleksandr Karpovtsev | 41    | Ryssland | Assisterande tränare | -         |
| Igor Koroljov        | 41    | Ryssland | Assisterande tränare | -         |

### Spelare

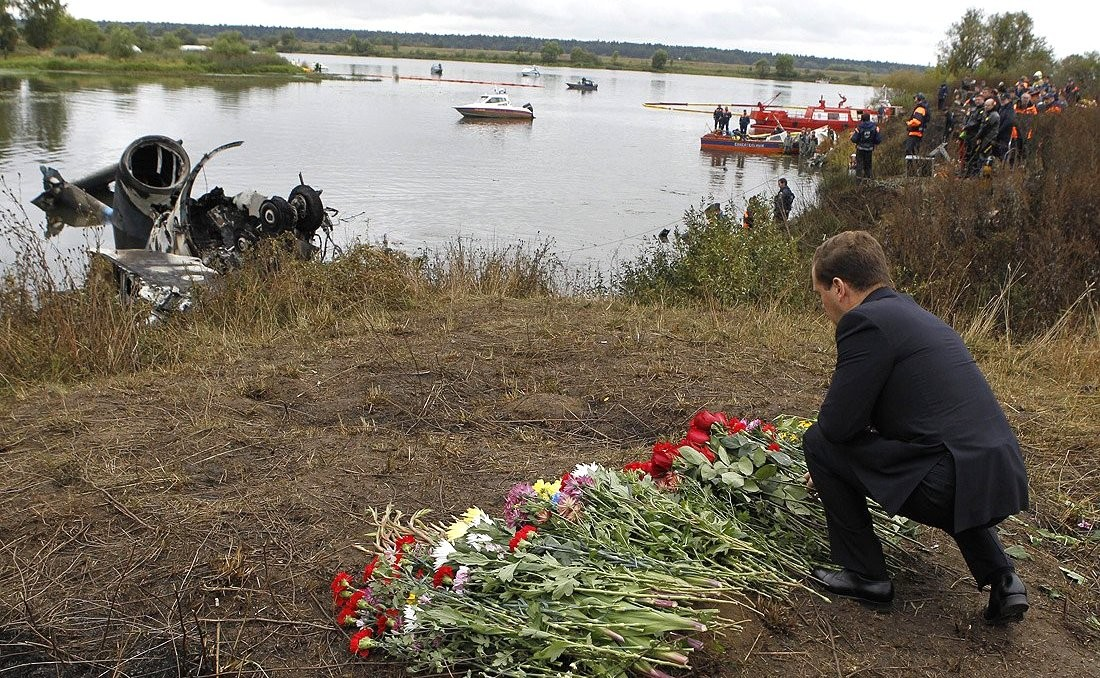
Blommor till minne av de omkomna. På bilden syns Rysslands president Dmitrij Medvedev.

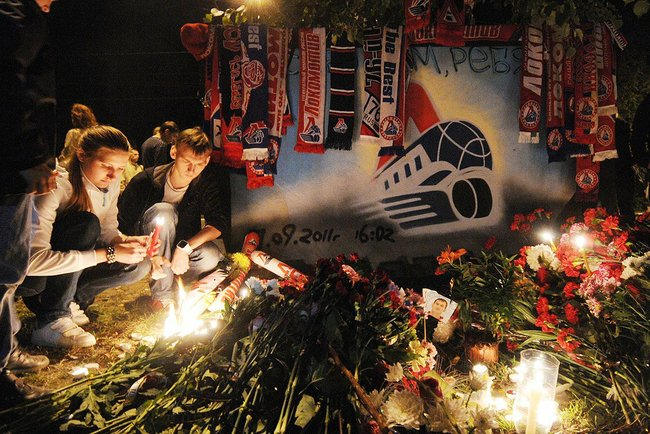
Lokomotiv-fans tänder ljus för de omkomna.

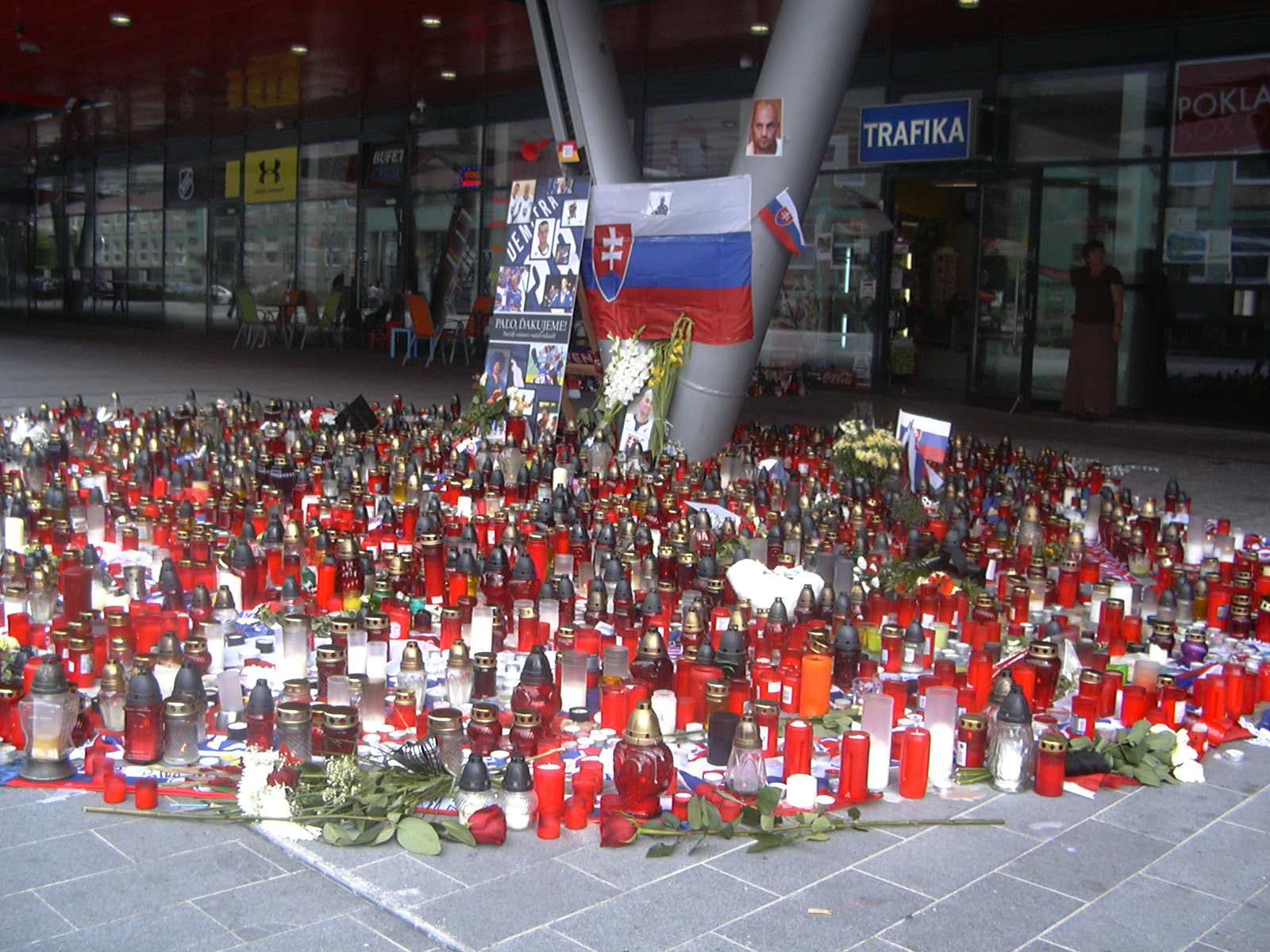
Jämte Ondrej Nepela Aréna i Bratislava.

| Spelare            | Ålder | Land        | Position       | Överlevde                                       |
| ------------------ | ----- | ----------- | -------------- | ----------------------------------------------- |
| Vitalij Anikejenko | 24    | Ukraina     | Back           | -                                               |
| Michail Balandin   | 31    | Ryssland    | Back           | -                                               |
| Gennadij Tjurilov  | 24    | Ryssland    | Center         | -                                               |
| Pavol Demitra      | 36    | Slovakien   | Center         | -                                               |
| Robert Dietrich    | 25    | Tyskland    | Back           | -                                               |
| Aleksandr Galimov  | 26    | Ryssland    | Back           | Ja, men avled 12 september 2011 av sina skador. |
| Marat Kalimulin    | 23    | Ryssland    | Back           | -                                               |
| Aleksandr Kaljanin | 23    | Ryssland    | Högerforward   | -                                               |
| Andrej Kirjuchin   | 24    | Ryssland    | Högerforward   | -                                               |
| Nikita Kljukin     | 21    | Ryssland    | Center         | -                                               |
| Stefan Liv         | 30    | Sverige     | Målvakt        | -                                               |
| Jan Marek          | 31    | Tjeckien    | Center         | -                                               |
| Siarhej Astaptjuk  | 21    | Vitryssland | Vänsterforward | -                                               |
| Karel Rachůnek     | 32    | Tjeckien    | Back           | -                                               |
| Ruslan Salej       | 36    | Vitryssland | Back           | -                                               |
| Maksim Sjuvalov    | 18    | Ryssland    | Back           | -                                               |
| Kārlis Skrastiņš   | 37    | Lettland    | Back           | -                                               |
| Pavel Snurnitsyn   | 19    | Ryssland    | Forward        | -                                               |
| Daniil Sobtjenko   | 20    | Ukraina     | Center         | -                                               |
| Ivan Tkatjenko     | 31    | Ryssland    | Vänsterforward | -                                               |
| Pavel Trachanov    | 33    | Ryssland    | Back           | -                                               |
| Jurij Urytjev      | 20    | Ryssland    | Back           | -                                               |
| Josef Vašíček      | 30    | Tjeckien    | Center         | -                                               |
| Aleksandr Vasiunov | 23    | Ryssland    | Vänsterforward | -                                               |
| Oleksandr Vjuchin  | 38    | Ukraina     | Målvakt        | -                                               |
| Artiom Jartjuk     | 21    | Ryssland    | Vänsterforward | -                                               |